# Спіральні галактики з баром

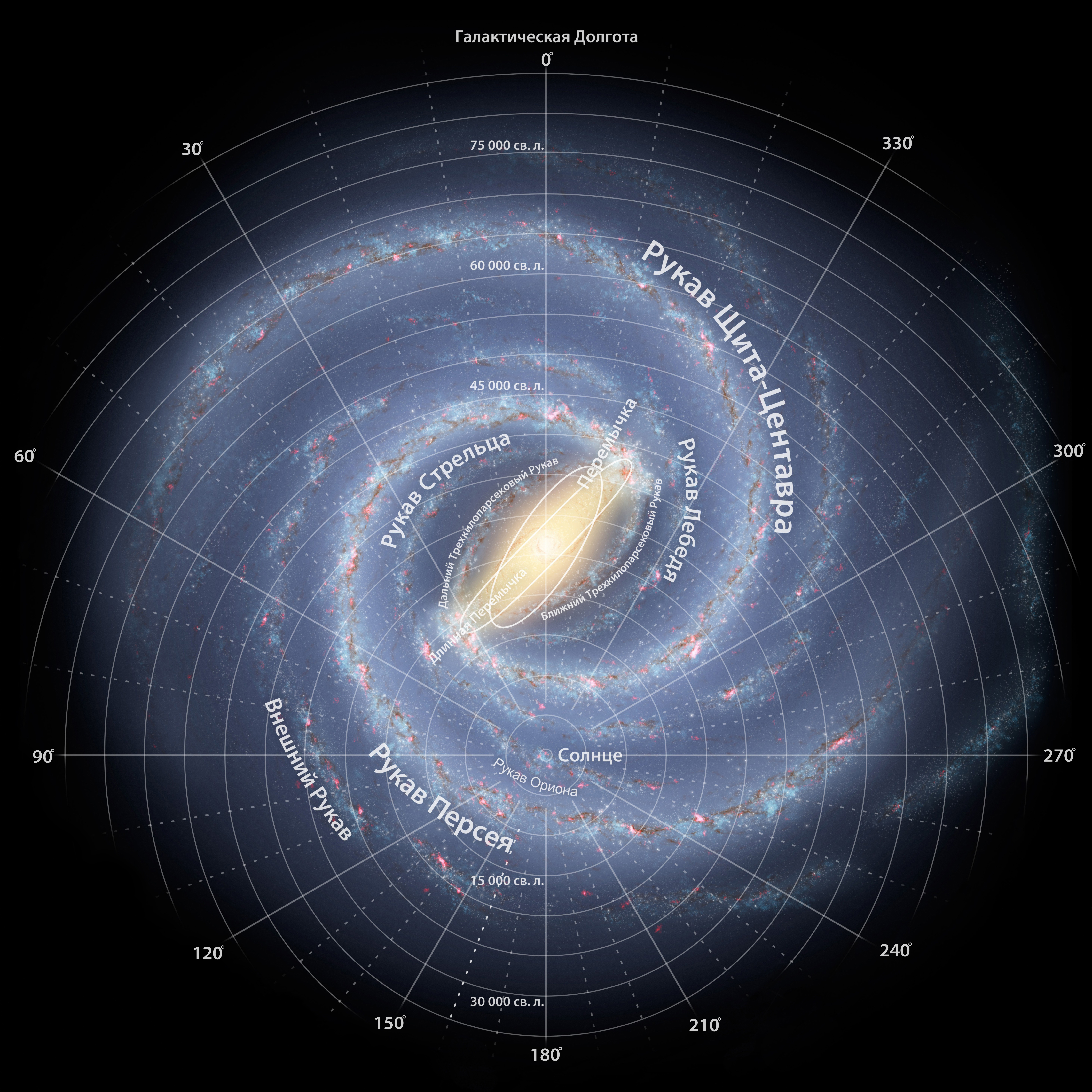
Комп'ютерна модель галактики Чумацький Шлях

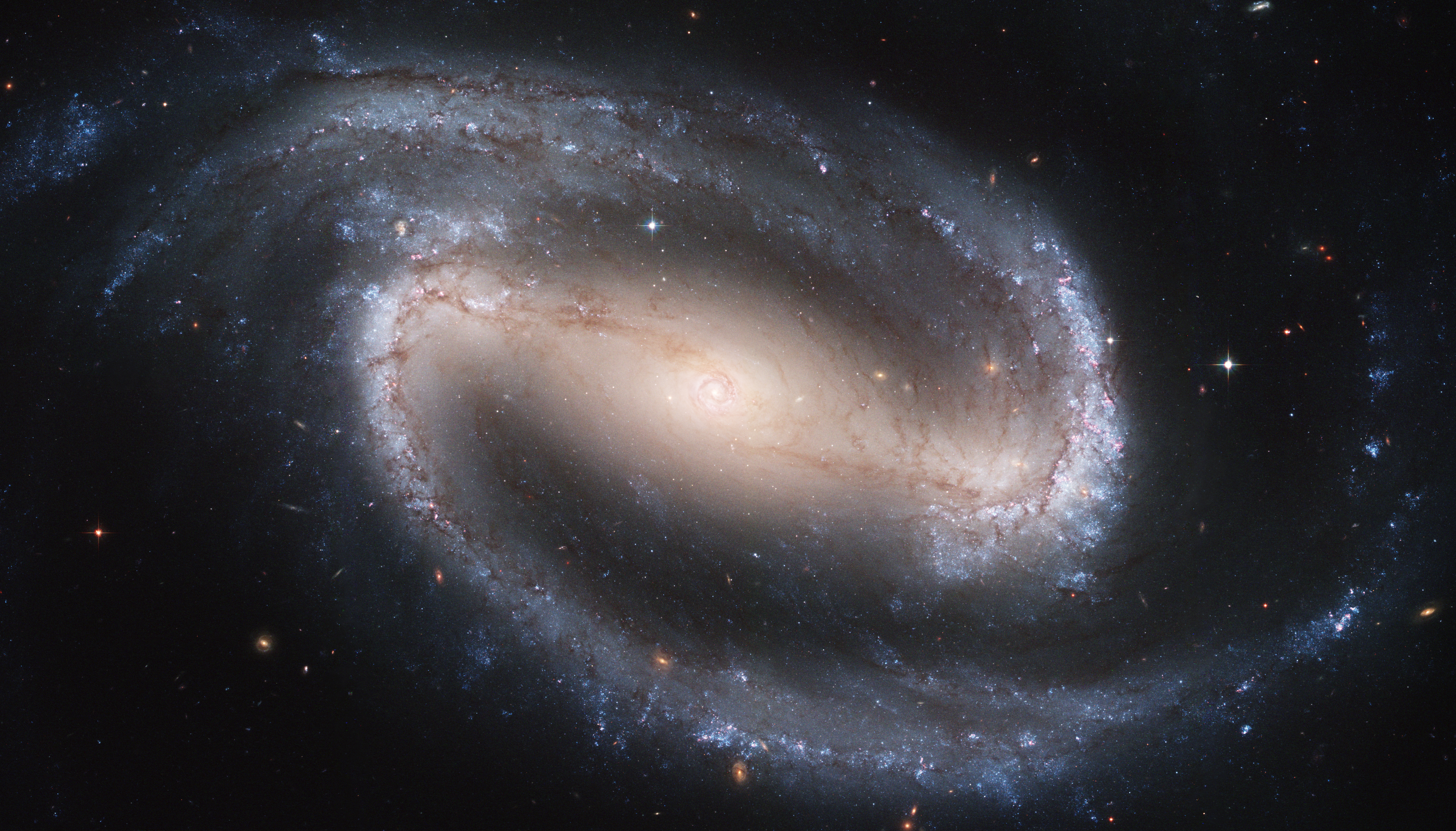
NGC 1300, приклад спіральної галактики з перемичкою

Спіральні галактики з баром — спіральні галактики з баром (перемичкою), що перетинає галактику посередині. Спіральні рукави таких галактиках відходять від кінців бару, тоді як у звичайних спіральних галактиках вони починаються безпосередньо від ядра. 

## Класифікація
У своїй класифікації Едвін Хаббл позначив такі галактики як «SB» і розділив їх на три підкатегорії — залежно від структури спіральних рукавів, їх закрученості й співвідношення розмірів ядра та диску. Тип SBa характеризується тонкими рукавами, щільно накрученими навколо великого ядра, тоді як у типу SBc рукави великі, майже не закручені, а ядро порівняно маленьке. Проміжний тип спіральних галактик з перемичкою позначається як SBb. Пізніше для опису деяких неправильних спіральних галактик з перемичкою, було запроваджено четверту підкатегорію — SBm. До цієї підкатегорії належать Магелланові Хмари, які раніше вважалися неправильними галактиками, але згодом у них було виявлено залишки спіральної структури.
Чумацький Шлях належить до спіральних галактик із баром. Гіпотезу про наявність бару в нашій Галактиці було висунуто на основі численних даних радіоспостережень. Однак лише 2005 року завдяки зображенням з космічного телескопа Спітцера, який працює в інфрачервоному діапазоні, це припущення отримало чітке підтвердження.

## Бар
Спостереження показують, що близько двох третин усіх спіральних галактик мають перемичку. За існуючими гіпотезами, перемички є вогнищами зореутворення, що підтримують народження зір у своїх центрах. Вважається, що внаслідок орбітального резонансу вони пропускають крізь себе газ зі спіральних рукавів. Цей механізм і забезпечує приплив речовини для народження нових зір. Виходячи з цієї гіпотези, можна пояснити й те, чому багато спіральних галактик із перемичкою мають активні ядра.
Появу бару пов'язують з хвилями ущільнення, що витікають з центру галактики і змінюють орбіти найближчих зір. Цей процес створює умови для подальшого збурення рухів зір, завдяки чому й утворюються самопідтримувані перемички. Іншою можливою причиною появи перемичок є припливні взаємодії галактик.
Ймовірно, перемички є тимчасовим явищем в існуванні спіральних галактик. Поступово перемичка руйнується, і галактика перетворюється зі спіральної з перемичкою на звичайну спіральну. Довговічність перемички визначається її масою. Спіральні галактики з перемичкою, що зібрали в своєму центрі велику кількість матерії, мають короткі високостабільні перемички. Виходячи з того, що багато спіральних галактик мають перемичку, можна зробити висновок про важливість цього етапу в еволюції спіральної галактики.

## Балдж
У процесі вивчення ядра Чумацького Шляху учені виявили, що балдж нашої Галактики має витягнуту форму. Це наштовхнуло на думку про те, що всі галактики з перемичками мають витягнуті балджі. Під час спостереження віддалених спіральних галактик, вісь обертання яких перпендикулярна до променя зору, тобто тоді, коли галактика повернена до нас ребром, витягнутість балджа може бути легко виявлена. Це дозволяє легко класифікувати таку галактику або як звичайну спіральну, або як спіральну з баром.

## Приклади
| Назва | Тип | Сузір'я          |
| ----- | --- | ---------------- |
| M58   | SBc | Діва             |
| M91   | SBb | Волосся Вероніки |
| M109  | SBb | Велика Ведмедиця |